# Critical Art Ensemble

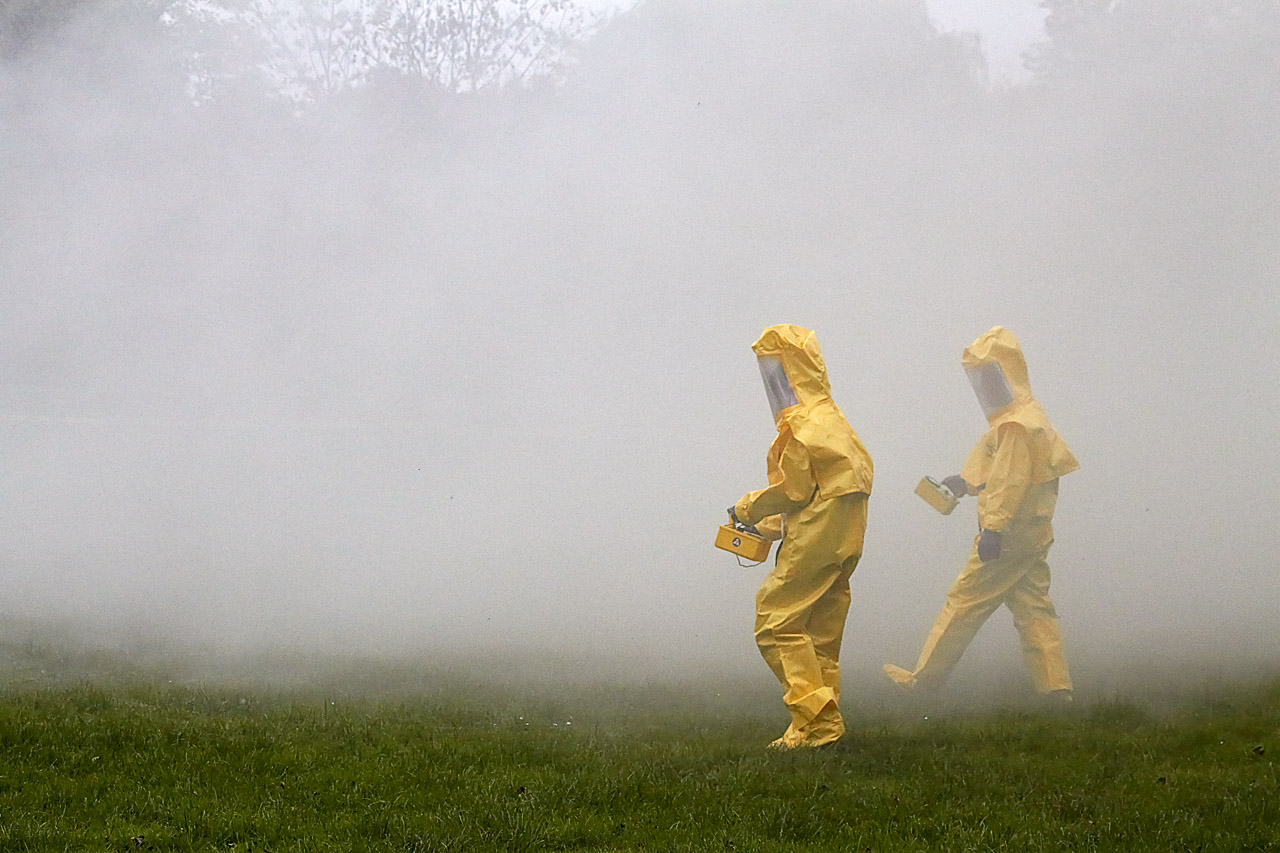
Critical Art Ensemble-Performance Radiation Burn: A Temporary Monument to Public Safety, 15. Oktober 2010 in Halle/Saale zur Werkleitz Biennale

Das Critical Art Ensemble (CAE) ist ein Kollektiv fünfer medienkritischer Künstler, das 1987 von Steve Kurtz und Dorian Burr in den Vereinigten Staaten ins Leben gerufen wurde.

## Werke
Ihre Kunst im öffentlichen Raum, Computerkunst, Filme, Videos, Forschungen und Publikationen überschneiden sich mit wissenschaftlichen und politischen Untersuchungen und der Entwicklung kritischer Theorien zu Medien und Gesellschaft mit dem Schwerpunkt der Kritik moderner Technologien. Künstlerische Veranstaltungen und theoretische Ausführungen verbinden sich dabei mit politischen Aktionen wie der des „Elektronischen Zivilen Ungehorsams“. Zahlreiche Aktionen und Publikationen beschäftigen sich mit unterschiedlichen Gebieten der „Tactical Media“ und der Biotechnologie sowie Gentechnik. Dabei entwickeln sie verschiedene Formen des Zivilen Ungehorsams.
In Deutschland sind sie durch ihre Publikationen zum Zivilen Ungehorsam gegenüber elektronischen Medien, durch eine Ausstellung in der Schirn Kunsthalle Frankfurt und durch ihre Publikationen „Molekulare Invasionen“ zur Bio- und Gentechnologie bekannt.

## Ausstellungen (unvollständig)
- 1996 2. Österreichische Triennale zur Fotografie, Graz
- 1998 Biennale Montreal
- 2003 Schirn Kunsthalle, Frankfurt
- 2004 apexart, New York
- 2005 Kunstraum Kreuzberg/Bethanien, Berlin; Play – gallery for still and motion pictures, Berlin
- 2006 Whitney Biennale 2006 Whitney Museum, New York
- 2007 HALLE 14, Leipzig: Germs of Deception[1]

## Publikationen
- 1997: The Electronic Disturbance
- 1998: Electronic Civil Disobedience & Other Unpopular Ideas
- 1998: Flesh Machine; Cyborgs, Designer Babies, Eugenic Conscousness
- 2001: Digital Resistance: Explorations in Tactical Media
- 2002: Molecular Invasion
- 2006: Marching Plague: Germ Warfare and Global Public Health

## Publikationen in deutscher Sprache
- Critical Art Ensemble: ELEKTRONISCHER ZIVILER UNGEHORSAM. In: Nettime (Hg.) / Netzkritik. (Edition ID-Archiv). Berlin, 1997
- Critical Art Ensemble: Die molekulare Invasion. Strategien gegen die Biotechnologie im globalisierten Kapitalismus. Übersetzung Oliver Leistert. Münster 2006. ISBN 3-89771-445-0
- Critical Art Ensemble: Cyborgs & Designerbabies. Flesh Machine: Die biotechnologische Revolution (übersetzt von Johanna Hofleitner). Passagen Verlag, Wien 1998, ISBN 3-85165-315-7
- Critical Art Ensemble: Elektronischer Widerstand. 1. Auflage. Passagen Verlag, Wien 2007, ISBN 978-3-85165-366-3 (Buchvorschau bei Libreka).